# 板球道

板球道（非正规比例

板球比赛中，板球道有中央分隔带板球道之间的三柱门 - 1 链或22码（20.12米）长，10英尺（3米）宽。表面非常平坦，通常短草覆盖，但在比赛中很快球场两端的草就会被磨去.
在业余比赛中，常用人工球道。有的是混凝土板，棕垫覆盖人工草皮，有时用土覆盖棕榈垫，为球道提供真实感。人工球场在专业板球赛中比较罕见-只有在地区重要的表演赛中才使用.
在板球规则中规定，球道上有非常具体的区域线作为标记划分.
三柱门一词也常指球道。虽然技术上不正确，但根据板球规则（规则七包括了球场和规则八三柱门，它们之间的区别），板球员，追随者，评论员坚持使用以消除任何可能的情况下歧义。赛场（track）是另一同义词。
球场中央区域的长方形--球场使用的空间- -被称为广场。.

## 保护区

三柱门 由三个树桩 组成楔入地面，其顶部有两个 横木.

在球场中间部分是保护区或危险区——为矩形，两英尺宽，距离每个投球线前5英尺。根据板球规则，投球手在这方面必须避免在传递球期间跟进。
如果投球手在保护的区域内奔跑，裁判将会对投球手和队长发出警告。如果投球手再次犯规，属二次和最后警告。 对于第三次犯规者，裁判将使投球手出局，从而不能在击球局再次击球。
保护区的这种保护方式，是防止球场上的球在这个区域内反弹，如果球场出现磨损或损坏，那么投球方就有投机取巧的可能故意犯规，此时要根据投球者的足迹判断。该规则不会阻止投球手或任何在保护的区域内努力防守的外野手的活动，它仅适用于连续击球后跟进的情形.

## 国家球场

从 投球手的角度看球道. 球员在投球一侧穿过三柱门的一边, 无论是 '越过' 三柱门还是'绕行'三柱门.

天然潮湿的长草球道被描述为绿色球道。这有助于投球手越过击球手因为球在长草或湿草上运动变得不规则。大多数俱乐部和社区板球场地，职业板球运动员称之为绿色。
潮湿的三柱门——湿地球场——导致球不规则地运动，尤其是速度较慢的自旋转球。然而，现代球场一般在比赛期间是防雨露的，因此在一级比赛中是不常见的。这句话，还是维持了当前和板球外的任何困难局面。
随着比赛的进行，球场变干。板球规则里规定在比赛中球场需洒水。当它变干时，起初击球会容易些，因为没有湿气。在经过四，五天比赛后，球场开始裂缝，然后变成碎屑和灰尘。此类球场，俗称为'尘暴区'或‘雷区’。不过这有利于投球手，尤其是擅长投旋转球的球员,可以通过球的表面获得大量的牵引力，使球长时间旋转。
当赛场上的状态发生改变而比赛却是首要战略考虑因素之一，这对于击球员和投球员来说是相对困难的，球队主力将投币决定，据此最终决定哪支球队率先击球。

## 场地覆盖

板球场的尺寸

球场是需要保护的，管理员遮盖它以防雨露。使用或不使用覆盖物明显会影响球脱离球场，这一问题可能引发争议。板球规则第11条，在比赛场期间，不得完全覆盖场地，除非另有规定或者通过协议之前。如果可能，即使投球员在恶劣天气下比赛也需保持场地干燥。如果场地整夜覆盖，那么覆盖物需在早上比赛前尽早拆除。如果每天只是用于保护以防恶劣天气或在遇到此天气延误的情况下得在夜晚拆除，条件允许的话，越快越好。用于去除场地上或场外多余的水的机器称为吸水机。

## 准备和球场维护
板球规则第10条规定了覆盖物的准备和比赛场地的维护.

### 球场掷球
在比赛期间，对击球方队长可要求每局开始前球场旋转时间不得超过7分钟（除本场比赛的第一局，以及随后几天比赛开始前）。此外，如果在投掷后和比赛前的第一局，开球延迟，击球方有可能要求不超过7分钟旋转掷球，除非裁判一致同意，延误并没有对球场的状况产生重大影响。一旦比赛开始，这种掷球方式在此种情况下不会发生。
如果有一个以上的挥杆可用，击球方队长应有选择余地。有详细的规则说明以确保抛球方式可行，从而不拖延比赛，但是，如果有必要，比赛被延迟，击球队长允许有7分钟抛球时间。

### 清扫
抛球前，首先要避免任何可能由于残渣滚动造成的卷席破坏。清除场地所有残渣必须在进餐时间和每天开局前进行。唯一的例外是，裁判认为清扫可能会损害场地表面的区域。

### 除草
管理员每天需提前为比赛场地除草。比赛开始后，除草需在裁判监督下进行。

### 球洞和立足点
裁判必须确保清洗出来投球手'和击球手的球洞，以便比赛之需。在超过一天的比赛中，必要时，投球手在投掷跨步中重置球洞或使用速凝填充物覆盖，以确保他们的安全。球员也可用木屑来固定立足点以备球场损坏，但有时对其他球队来说这被认为是不公平的。

## 球场练习
规定无论哪天哪场比赛球员不得在球场上或平行于球场附近的地方练习投球或者击球。练习可在其他比赛场地比赛开始前或赛后进行，但必须在安排比赛前30分钟或损坏了场地表面时停止。
通常情况下球员们可在外野练习，但不能在板球比赛期间进行练习，有时投球手也会在跑分时练习。但是，如果浪费时间，就不允许在比赛中试练习和助跑。有关球场练习规则在板球规则第17条有相关解释。

## 典型球场
世界不同地区的球场有不同的特点。 原生态球场在比赛中起着非常重要的作用：它可能对球队的选择等方面产生重大影响。 一个投旋转球的球员首选地方就是印度的次大陆，干燥球场有助于投球手（特别是一个为期五天的锦标赛），但像澳大利亚的弹性球场则有利于攻击速度。

### 澳大利亚球场
澳大利亚球场历来被称为快速投球的最佳场地，因为可借地面产生反弹次数。 特别是，珀斯的 西澳大利亚板球协会 球场被视为可能是世界上最快的赛道。布里斯班 加巴 也称为是协助投球手快速反弹的地方。 然而，这些种弹性球场也对促进拉，钩和断球等更多得分跑项目的开发。击球手在球场上击球动作发挥好而成功例子还是有很多的。
其他的体育场馆像 阿德雷德椭圆形 和 悉尼板球场 有利于旋转投球，球场被灰尘覆盖。这使得体育场馆地面具有摩擦力，让球队在第一局平均得分超过300分。 墨尔本板球场 起初有助于缝线投球手，但它有一个网球式反弹可使投球员在比赛过程中效力全无。
旋转投球在澳大利亚成为一项“武器”，但不同于英国，它取决于其他条件，类似印度次大陆。
在澳大利亚球场上击球是最容易的。 大多数后备球员往往会做得很好。 唯一的困难在于：WACA和MCG球场，球变得反弹不规则（游客体验了澳大利亚主队雪上加霜的比赛）。

### 英格兰和威尔士球场
绿色，湿润是英国球场的状况。在赛季初，大多数击球手必须对本国球场因遭天气善变有所警惕。 到了夏天，球场往往会变硬从而失去了原先面貌。对于击球手和那些真正喜欢快速投球范围在（130-150公里 /小时）的球手来说会变得容易些。 旋转投球手证实了前半季赛的效果较差，而且往往到了下半场才发挥其作用。 潮湿略带一点灰尘的地面是实行旧球反向摆动50一轮的理想场地。安德鲁弗林夫在2005年和2009年的英格兰灰烬杯板球赛种使用了这种“杀手锏”。所有场地中，椭圆形是最危险的，因为这里的球反向波动最大。 另一个原因是传统上它承载了最后一个夏季巡回国际锦标赛。在过去几年里，极少数有实力的板球旋转投球手是来自英格兰球队; 直到最近成功的 左臂飞旋 蒙蒂帕尼萨 和 右臂飞旋 格雷姆斯旺 ，目前名列世界国际赛旋转投球手前茅。 这是由于以前缺乏球场练习造成的。
英国以产生一些正派旋转投球手而闻名。截止2010年 ，目前包括 詹姆斯安德森 和 瑞安赛德博特姆 。
英格兰是大量研究筹备板球场的枢纽，最近由克兰菲尔德大学进行的一些杰出的科研 同样奠定了新球场准备准则，并有可能提高管理员人数.

### 印度球场
印度球场历史上只支持旋转投球而不是缝线投球。 这种球场几乎没有草，对于步伐，弹跳，或侧空气流动的帮助不大，但创造了非常好的转机。 在过去几十年，传奇人物自旋投球员——最引人注目的是在60年代和70年代的 印度的自旋四方 ，由左飞旋员 贝迪 ，外旋转投球员 帕萨纳 和 Venkataraghavan 和腿截球手 钱德拉塞卡 ，经常与印度的先攻队玩弄阴谋，在本国测试赛中戏剧性的胜利，特别是在炎热的球场上，潮湿的环境 伊甸花园 在加尔各答（当时称为加尔各答）和金奈的 吉登伯勒姆 （当时称为马德拉斯）。 他们愚弄对方击球手不仅通过线，长度和轨迹的变化，而且通过利用身体和心理引起争执，通过磨损，毁坏表面，制造裂缝来提高比赛得分。 毫不奇怪，首次击球，赢得第一局领先的优势，并在第二局开始因主场胜利得分的这个关键因素摧毁了对方老巢。对于观众，投球项目通常有快击，但几乎没有一个足够高水平的旋转投球员因此丢分。 虽然 布雷伯恩 和 孟买 体育场馆，新德里的 费洛斯沙戈德拉几乎从未提供很多转向旋转投球手，所以赢得印度一系列的比赛非常困难，这被认为是先攻队的终极挑战。
在最近几年，腿截球员 阿尼尔昆宝 （现已退休）,在少数情况下，弧线投球员 汉姆汉简辛格 （现任），在此情况下，创造了比赛获胜的有利条件。以印度为例，印度板球球迷，还有国外球迷都津津乐道，无疑是投球员们赢得了许多令人难忘的赛绩。 然而，他们也痛斥了过去落后的印度球场在70年代和80年代受国家困扰，无法培养出真正属于自己的快速投球手，击球手一贯反对和他人斗争得分。那段时间，印度队经常对自己的速度，反弹提出质疑，在英格兰和西印度群岛可在投球时在摆动之前举起球棒， 特立尼达 除外。
在过去几年，印度球场和方向发生了巨大变化。 几个较新的场地（例如其中一个在 莫哈里 ）出现，“真正”印度快速投球手，加上国内联赛板球的发展以及印度超级联赛 和 印度板球联赛 的加入，产生了更多种类的球场。 一些当代球场对于弹性，摆动速度都提供了较好的支持，给国家先攻队，像澳大利亚和南非队犹如在家的感觉。 一个新的矛盾浮出水面，尽管，量身定做的表面常常会持平或击球手出奇的友好，只是使所有类型的投球手娱乐价值最大化。

### 孟加拉国球场
孟加拉国球场的三柱门在短时间内遭到大量降雨，这样反应了潮湿的性质 。此条件与 舍尔电子－孟加拉国板球体育场 和 吉大港分区体育场 截然不同。 排水设施良好。
值得注意的旋转球员包括 沙科比哈桑 和 阿卜杜勒拉扎克 缝线球员 马史瑞飞莫特扎 。

### 斯里兰卡球场
通常尘埃和被修剪过的草坪，一下雨照样使它变成“坚硬的三柱门”。 三柱门是平的，没有弹力，不像斯里兰的 艾斯戈瑞亚体育场 ， 康提 具备了强有力的反弹并有利于快速投球。  投球员在灯光下获得帮助。 自旋是在这些条件下的关键。 Muttiah Muralitharan 和 阿旃陀门迪斯 是斯里兰卡极具危险的投球手以及缝线投球员 LasithMalinga 的斯林格。
旋转球手在斯里兰卡在球场中有被罚记录。 高温需要适宜的状态—汗湿的衣服不能完全擦干净球。 逆向旋转 ， 右指旋转投球 ， 腿自旋 对于好球员都是有效的方式。 斯里兰卡击球手的自旋在于此进行的对抗赛和国际单日板球赛中发挥了巨大的作用。

### 新西兰球场
新西兰并不依附邻国澳大利亚的现有条件。 这里的球场，就像 伊甸园 ，奥克兰和 贝森里瑟夫 ，英国惠灵顿（球场）要比其他的更绿。 这使得此体育场成为世界上最漂亮的球场。 球摆动大是由于大部分场馆邻近海口而反弹帮助快速投球手。 该球场类似于南非的（球场），有风。 击球变得非常艰难，只有在这天30轮以后击球手才有望适应条件。 一方面，投球手经常借助风力来增加击球手所面对球的速度。另一方面，作为一个风墙，降低球的速度并因此调整攻守往往是最困难的一部分。
从2010年， 新西兰当今时代著名缝线投球员包括 谢恩邦迪 ， 马克吉莱斯皮 ， 克里斯马丁 ， 蒂姆索斯基 ， 凯尔米尔斯 ， 迈克尔梅森 和 詹姆斯富兰克林 。 目前唯一公认能力的旋转球员 丹尼尔韦托里 （目前在ICC信赖移动锦标全能选手和投球排名分别为第2名和第12 名, ,像左臂飞旋球员帕尼萨。 此国以拥有手指旋转投球员而名扬远著。

### 巴基斯坦和阿联酋球场
历史上，巴基斯坦支持旋转投球，而不是缝线或摆动投球。 这样的球场几乎没有草，对于速度，弹跳，或侧空气流动帮助不大，但创造了非常好的 旋转 。 在过去几十年，传奇人物弧线球员，如 萨奇莱莫斯达奇 和腿截球员 阿卜杜勒卡迪尔 和 莫斯达奇艾哈迈德 ，总与守攻队玩弄花招，在巴基斯坦锦标赛中戏剧性的胜利，阿尔贝尼亚兹体育场 和 卡扎菲体育场这种炎热，潮湿的条件下。
巴基斯坦球场不仅平坦而且被认为是冬季击球手的乐园,夏天也适合旋转球手。因此，一般快速球员不得不将一些事情引到自己身上。 反向旋转归功于 瑟夫瑞兹纳瓦兹 ，后来转交了这门技术。 值得注意的快速投球手，包括巴基斯坦的 伊姆兰汗 ， 瓦西姆阿克拉姆 和 瓦卡尔尤尼斯 。
阿联酋球场干燥和易于击球。 新的球帮助投球手和球手的视力 反向旋转 在34轮后抢先制造扭转球的变化。 阿联酋场沙地条件不同与巴基斯坦。 地面并不硬。 迪拜板球场 提供快击球员的草坪，像 阿伊布阿赫塔尔 击环球到地面。 它有助于缝线球员在火环追击下产生令人兴奋的T20和单日国际球赛。 扎耶德体育场 适合击球，不会很早有裂缝。 这里值得注意的是投球手 沙希德阿弗里迪 。

### 南非和津巴布韦球场
像澳大利亚的球场增加了旋转（横向）移动和小反弹。 然而，真正的快速投球很难击中横木，而一些缝线同样做得非常差劲，其中有像 肖恩波洛克 ， 阿伦唐纳德 ， 马克哈亚丁尼， 戴尔斯泰恩 ， 莫尔恩莫尔凯尔 ， 安德烈内尔 和 雅克凯丽斯 。在新西兰球场上旋转球员没有获得任何帮助，必须辛苦努力。 这也许就是为什么南非未能产生一个顶级板球旋转投球员的原因。
津巴布韦球场酷似南非球场，唯一的区别就是反弹能力的不同。 南非的球场提供快速反弹，而津巴布韦的球场往往有一个海绵，网球型反弹，使得击球具有危险性。 大多数球场的弹性不好，因此在津巴布韦击球更加有利。

### 西印度群岛球场
西印度群岛往往倾向于搭建天然，平衡球场。没有不定向反弹，也不会过度浪费运动力。 然而，投球手将寻找球场上的协助，而击球手也发现球场有利于击中球。 这里的球场赢得了有利于快速击球的声誉，是因为在西印度板球赛曾经有快速击球手的时代消失了。著名投球手 乔尔加纳 ， 迈克尔豪迪 ， 安迪罗伯茨 ， 科林克罗夫特 ， 考特尼安布罗斯 和 考特尼沃尔什 产生的弹跳和速度能穿越对方一切阻碍，即使是在最普通的球场上也是如此。 然而，一些最好的击球手出现在加勒比，像 韦唯理查兹 ， 克莱夫劳埃德 ， 罗汉凯汉 和 布赖恩拉腊 。 加里索贝斯 一直被普遍认为是最伟大的 全能选手 。 旋转球手同样也会在球场上做一些小动作，比如第三天开始他们会制造一点灰尘和裂缝。 出乎意料的反弹也会有助于球员。
人们认为对于投球手而言掌握加勒比地区土壤土质很困难，因为条件差异极大与大多数其他场地相比。 就像加勒比的 格伦麦格拉思 已被认定为危险地区，因此，快速投球手球员 斯图尔特克拉克 称之为这是学习经验的好地方。

## 相关用法
球场一词通常指球在场地上弹跳。此文中，据说球在到达击球手之前先弹到场地。 球场可以被定性为短 投（反弹更接近投球手）， 投球 （更接近击球手），或 长投 （介于两者之间）。
不像 棒球 ，球场一词并不意为对击球手可使用推球动作。 这通常被称为一球 或 传递 。 （另外，球这个词并不意味着任何关于球的准确性。）